# کبوتر شاهی عینکی
کبوتر شاهی عینکی یا کبوتر شاهی چشم‌سفید یا کبوتر شاهی ملوکی (نام علمی: Ducula perspicillata) یک گونه از پرندگان خانوادهٔ کبوتران و بومی جزایر ملوک است.
زیستگاه طبیعی آن جنگل‌های دشت نمناک نیمه‌گرمسیری یا گرمسیری و جنگل‌های حرای نیمه‌گرمسیری یا گرمسیری است.
این گونه، تک‌ریخت است. با این حال، کبوتر شاهی سرام گاهی زیرگونه‌ای از این گونه در نظر گرفته می‌شود.